# Johann Friedrich Hennert
Johann Friedrich Hennert (19 de octubre de 1733 – 30 de marzo de 1813). Científico de origen alemán, profesor de matemáticas y física en la Universidad de Utrecht. Fue uno de los más notables alumnos de Leonhard Euler. Era conocida su inclinación por la escuela británica de pensamiento.
Ocupó la cátedra de matemáticas en la Universidad de Utrecht hasta 1805.
Hennert es una figura importante en la historia de las matemáticas en Holanda. Escribió un considerable número de libros de texto dedicados al cálculo diferencial.
Jan van Swinden fue uno de sus alumnos más importantes.